# Jugoslovanska hokejska liga 1990/91
Sezona 1990/91 jugoslovanske hokejske lige je bila oseminštirideseta in zadnja sezona jugoslovanskega prvenstva v hokeju na ledu. Naslov jugoslovanskega prvaka so tretjič osvojili hokejisti hrvaškega kluba KHL Medveščak. 

## Končni vrstni red
1. KHL Medveščak
2. HK Olimpija Ljubljana
3. HK Crvena Zvezda
4. HK Jesenice
5. HK Vojvodina Novi Sad
6. HK Bled
7. HK Spartak Subotica
8. HK Partizan Beograd
9. HK Mladost Zagreb
10. HK Slavija